# Ismael Montes
Ismael Montes Gamboa (La Paz, 5 ottobre 1861 – La Paz, 16 ottobre 1933) è stato un politico e generale boliviano.

## Biografia
Ministro della guerra e poi presidente della Bolivia dal 1904 al 1909, entrò in contrasto con le gerarchie ecclesiastiche e istituì il matrimonio civile.
Ministro plenipotenziario in Inghilterra dal 1911 e nuovamente presidente dal 1913 al 1917, si schierò a favore degli USA nella prima guerra mondiale.
Ministro plenipotenziario in Francia dal 1917, fu presidente del Partito Liberale Boliviano dal 1928.